# Jerome Felton
Jerome Jean-Marie Felton (Düren, 3 luglio 1986) è un giocatore di football americano statunitense che gioca nel ruolo di fullback per i Buffalo Bills della National Football League (NFL). Fu scelto nel corso del quinto giro (146º assoluto) del Draft NFL 2008 dai Detroit Lions. Al college ha giocato a football alla Furman University.

## Carriera professionistica

### Detroit Lions
Felton fu scelto dai Lions nel corso del quinto giro del Draft 2008. Nella sua stagione da rookie divenne il fullback titolare della squadra, giocando 13 partite, 6 delle quali come titolare, ricevendo 9 passaggi. Il 30 agosto 2011 fu svincolato da Detroit.

### Carolina Panthers
Felton firmò coi Carolina Panthers il 1º settembre 2011. Dopo che i Panthers tagliarono Tony Fiammetta, Felton fu nominato il fullback titolare Panthers. Il 25 novembre 2011 fu svincolato ancora una volta.

### Indianapolis Colts
Felton firmò con gli Indianapolis Colts tre giorni dopo il taglio da parte di Carolina.

### Minnesota Vikings
Il 20 marzo 2012, Felton firmò in qualità di free agent coi Minnesota Vikings. Il 26 dicembre 2012 fu convocato per il suo primo Pro Bowl e successivamente fu inserito nel Second-team All-Pro dall'Associated Press. Il 12 marzo 2013, Felton firmò un nuovo contratto coi Vikings della durata di 3 anni e del valore di 7,5 milioni di dollari, inclusi 2 milioni di bonus alla firma.

### Buffalo Bills
Il 10 marzo 2015, Felton firmò un contratto quadriennale dal valore di 9,2 milioni di dollari con i Buffalo Bills.

## Palmarès
- Convocazioni al Pro Bowl: 1

2012
- Second-team All-Pro: 1

2012

## Statistiche
| Partite totali      | 101 |
| Partite da titolare | 38  |
| Yard su corsa       | 163 |
| Touchdown su corsa  | 0   |

Statistiche aggiornate alla stagione 2014